# Улица Водников (Киев)
У́лица Во́дников (укр. ву́лиця Во́дників) — улица в Подольском районе города Киева, местность посёлок Шевченко. Пролегает от переулка Красицкого до бывшего переулка Водников (ныне безымянный проезд между улицами Кобзарской и Красицкого).

## История
Возникла в 50-х годах XX века под названием 720-я Новая улица. Современное название — с 1953 года.